# Arizona Sundogs
Arizona Sundogs var ett ishockeylag i CHL, som är farmarlag åt NHL-laget Phoenix Coyotes. I Arizona Sundogs spelade bland andra svensken Joel Gistedt. Klubben bildades 2006 och fanns i Prescott Valley i Arizona.